# Xingtai
Pronunciação
Xingtai é uma cidade da República Popular da China, localizada na província de Hebei. Tem cerca de 561 mil habitantes.